# Договор за Дядо Коледа 2
„Договор за Дядо Коледа 2“ (на английски: The Santa Clause 2) е американска комедия от 2002 година на режисьора Майкъл Лембек в неговия режисьорски дебют. Продължение е на „Договор за Дядо Коледа“ (1994) и е втората част от филмовата поредица. Във филма участват Тим Алън, Ерик Лойд, Джъдж Рейнхолд, Уенди Крюсън, Дейвид Кръмхолц, Елизабет Мичъл и Спенсър Бреслин. Филмът е пуснат на 1 ноември 2002 г., филмът получи смесени отзиви от критиците и спечели над 172 млн. долара в световен мащаб срещу бюджет от 65 млн. долара. Последван е от друго продължение, „Договор за Дядо Коледа 3: Избягалият Дядо Коледа“, в който е пуснат през 2006 г.

## Актьорски състав
| Актьор          | Роля                      |
| --------------- | ------------------------- |
| Тим Алън        | Скот Калвин / Дядо Коледа |
| Уенди Крюсън    | Лора Милър                |
| Джъдж Рейнхолд  | Д-р Нийл Милър            |
| Лилиана Муми    | Луси Милър                |
| Дейвид Кръмхолц | Елфът Бърнард             |
| Ерик Лойд       | Чарли Калвин              |
| Спенсър Бреслин | Елфът Къртис              |
| Даниел Удман    | Елфът Аби                 |
| Айша Тайлър     | Майката на природата      |
| Питър Бойл      | Бащата на времето         |
| Джей Томас      | Великденското зайче       |
| Кевин Полак     | Купидон                   |
| Арт Лафльор     | Феята на зъбките          |
| Майкъл Дорн     | Пясъчният човек           |
| Моли Шанън      | Трейси                    |
| Боб Бъргън      | Елена Комет (глас)        |
| Кат Суси        | Елена Чет (глас)          |

## В България
В България филмът е пуснат на VHS и DVD на 24 декември 2003 г. от Александра Видео.
На 27 декември 2009 г. е излъчен по bTV.

### Дублажи
| Ръководител         | Васил Новаков                                                              |
| Превод              | Орлин Василев                                                              |
| Тонрежисьор         | Пламен Чернев                                                              |
| Режисьор на дублажа | Петя Абаджиева                                                             |
| Озвучаващи артисти  | Христина Ибришимова Надя Тошева Владимир Пенев Димитър Иванчев Илиян Пенев |

| Озвучаващи артисти  | Даниела Йорданова Ася Рачева Цанко Тасев Димитър Иванчев Георги Георгиев-Гого |
| Преводач            | Даниела Славчева                                                              |
| Тонрежисьор         | Венсан Мазманян                                                               |
| Режисьор на дублажа | Чавдар Монов                                                                  |